# الطريق السريع 85 (السعودية)
الطريق السريع 85 هو طريق رئيسي يقع في شمال المملكة العربية السعودية. يبدأ شرقاً من مدينة النعيرية بالمنطقة الشرقية ثم يسير في الاتجاه الشمال الغربي وينتهي في طريف مع تقاطع الطريق السريع 65 في مدينة القريات. يمر جزء كبير من مسار الطريق على مسافة قصيرة من الحدود مع العراق. لا توجد مدن كبيرة على طول الطريق. يبلغ طوله 1270 كيلومترًا.

## الوصف
ينفصل الطريق السريع 85 من الطريق السريع 95 (أبو حدريّة) الساحلي ويتجه نحو الداخل في اتجاه الشمال الغربي. يعتبر الطريق السريع 85 طريقاً سريعاً يتكون من مسارين في كل اتجاه ويمر عبر منطقة صحراوية. بعد أكثر من 50 كيلومترًا، يمر على طول أول مدينة على الطريق، وهي مدينة النعيرية، حيث يتقاطع مع الطريق السريع 75. يمتد الجزء الأول من الطريق على مسافة تتراوح بين 80 و 120 كيلومترًا من الكويت، ثم على طول الحدود مع العراق. بالقرب من حفر الباطن، يتقاطع الطريق مع الطريق السريع 50. يتبع ذلك منطقة صحراوية شاسعة جدًا، حيث لا توجد مدن ذات أهمية على مدى مئات الكيلومترات. يمر الطريق السريع عبر المنطقة الحدودية المنعزلة بين العراق والمملكة العربية السعودية. تقع الحدود مع العراق على أقرب مسافة لها على بعد 25 كيلومترًا من الطريق السريع 85. في النهاية، يصل إلى مدينة عرعر، حيث يتقاطع مع الطريق السريع 80. من عرعر، ينحرف الطريق تدريجيًا من اتجاه شمالي غربي إلى اتجاه غربي، ثم يمتد على طول حدود الأردن، هذه المرة على مسافة أكبر قليلًا. تُعتبر طريف آخر مدينة على الطريق، وبعدها يتصل الطريق السريع 85 شمال القريات بالطريق السريع 65، الذي يعبر بعد ذلك مباشرة الحدود مع الأردن باتجاه عمّان.

## التاريخ
يُعتبر الطريق مهمًا لحركة المرور الدولية، على سبيل المثال للربط بين تركيا والإمارات العربية المتحدة. كان الجزء الواقع بين الساحل وعرعر مُزوّدًا بمسارين في كل اتجاه، بينما تم توسيع الجزء بين عرعر ونهاية الطريق بالقرب من القريات إلى مسارين في كل اتجاه تقريباً في الفترة 2006-2010.